# Petaloconchus
Petaloconchus là một chi ốc biển, là động vật thân mềm chân bụng sống ở biển trong họ Vermetidae.

## Các loài
Các loài trong chi Petaloconchus gồm có:
- Petaloconchus adansoni (Daudin, 1800)[2]
- Petaloconchus erectus (Dall, 1888)[3]
- Petaloconchus floridanus Olsson & Harbison, 1953[4]
- Petaloconchus glomeratus (Linnaeus, 1758)[5]
- Petaloconchus interliratus Stearns, 1893[6]
- Petaloconchus mcgintyi Olsson & Harbison, 1953[7]
- Petaloconchus nigricans (Dall, 1884)[8]
- Petaloconchus varians (d'Orbigny, 1839)[9]